# 1275
1275 (MCCLXXV) var ett normalår som började en tisdag i den julianska kalendern.

## Händelser

### Juni
- 14 juni – Valdemar besegras av Magnus och Erik i slaget vid Hova, varefter de avsätter honom.

### Juli
- 22 juli – Magnus väljs till kung av Sverige vid Mora stenar. Hans bundsförvanter sviker honom dock och nya härar tränger in i landet.

### Okänt datum
- Magnus Birgersson och hans bror Erik Birgersson gör uppror mot den gemensamme brodern kung Valdemar Birgersson av Sverige. Den danske kungen Erik Klipping ger dem bistånd mot en pant på 6.000 mark silver.
- Fred sluts mellan Magnus och Valdemar på okänd plats. Magnus tvingas avstå halva riket till Valdemar.
- Erik den helige avbildas för första gången i Uppsaladomkapitlets sigill.
- Åbo katedralskola inleder sin verksamhet.
- De äldsta stenkyrkorna uppförs på Åland.
- Kanonisk rätt införs i Finland.
- Dominikaner och franciskaner anländer till Finland och börjar predika.

## Födda
- Nicolaus V, född Pietro Rainalducci, motpåve 1328–1330.

## Avlidna
- 6 januari – Raimund av Peñafort, spansk teolog och helgon.
- 26 februari – Margareta av England, drottning av Skottland sedan 1251 (gift med Alexander III)
- 17 december – Erik Birgersson, svensk hertig, son till Birger jarl.